# Homer Dodge Martin

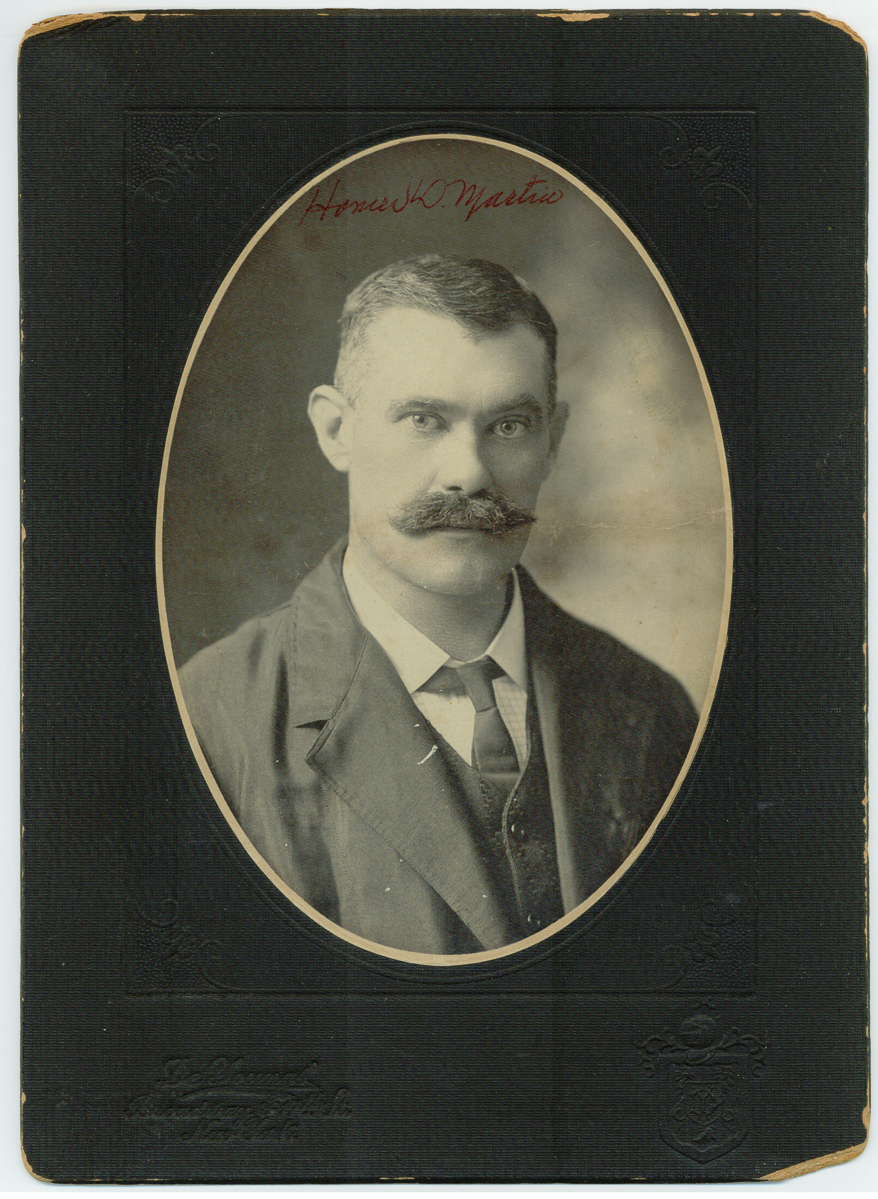
Homer Dodge Martin, ca. 1865

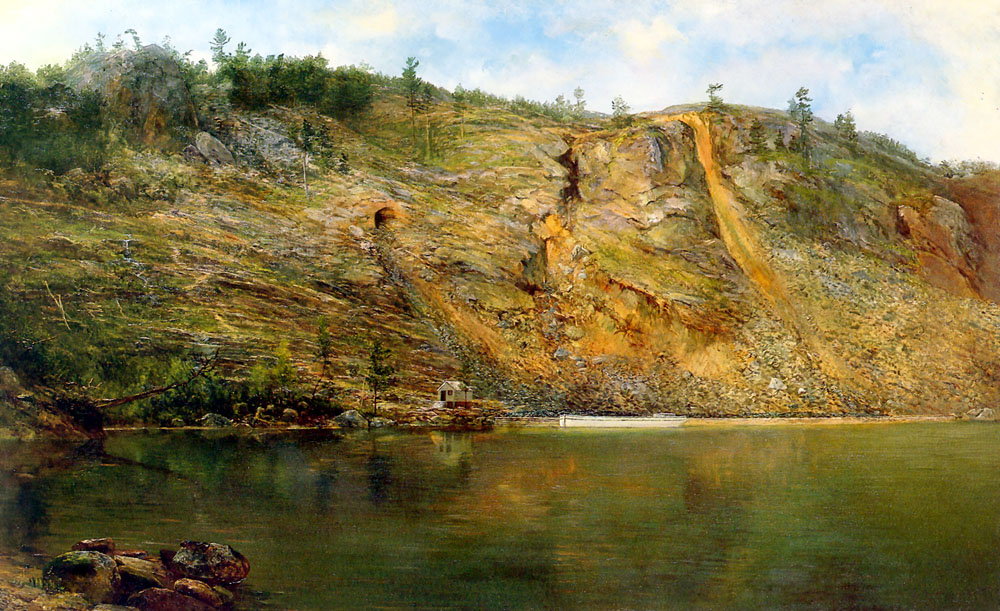
The Iron Mine, Port Henry, New York, ca.1862. Smithsonian American Art Museum

Homer Dodge Martin (* 28. Oktober 1836 in Albany, New York; † 12. Februar 1897 in St. Paul, Minnesota) war ein amerikanischer Landschaftsmaler. Auf einer Europareise 1876 wurde er von der Schule von Barbizon und den französischen Impressionisten beeinflusst, was zu einer stimmungsvolleren Malerei mit lockerem Pinselstrich hinführte. Homer Martin ist ein Vertreter der American Barbizon School.

## Leben
Homer Martin war weitgehend Autodidakt und begann seine Karriere mit Landschaftsbildern im Stil der Hudson River School, die für ihre detaillierten und realistischen Darstellungen bekannt ist. Im Jahr 1862 zog er nach New York, wo er die Werke von John Frederick Kensett studierte und von Künstlern wie John La Farge beeinflusst wurde, die ihn ermutigten, seinen Stil zu verfeinern und zu poetisieren. In den frühen 1860er Jahren verbrachte Martin seine Sommer in den Catskill Mountains, den Adirondacks und den White Mountains, wo er Skizzen anfertigte, die er in seinem New Yorker Atelier in großformatige Gemälde umsetzte. Seine frühen Werke zeigen ein Interesse an sorgfältig beobachteten Details und größeren Landschaftsformen, wie die Silhouette von Landmassen und Bäumen gegen den Himmel.

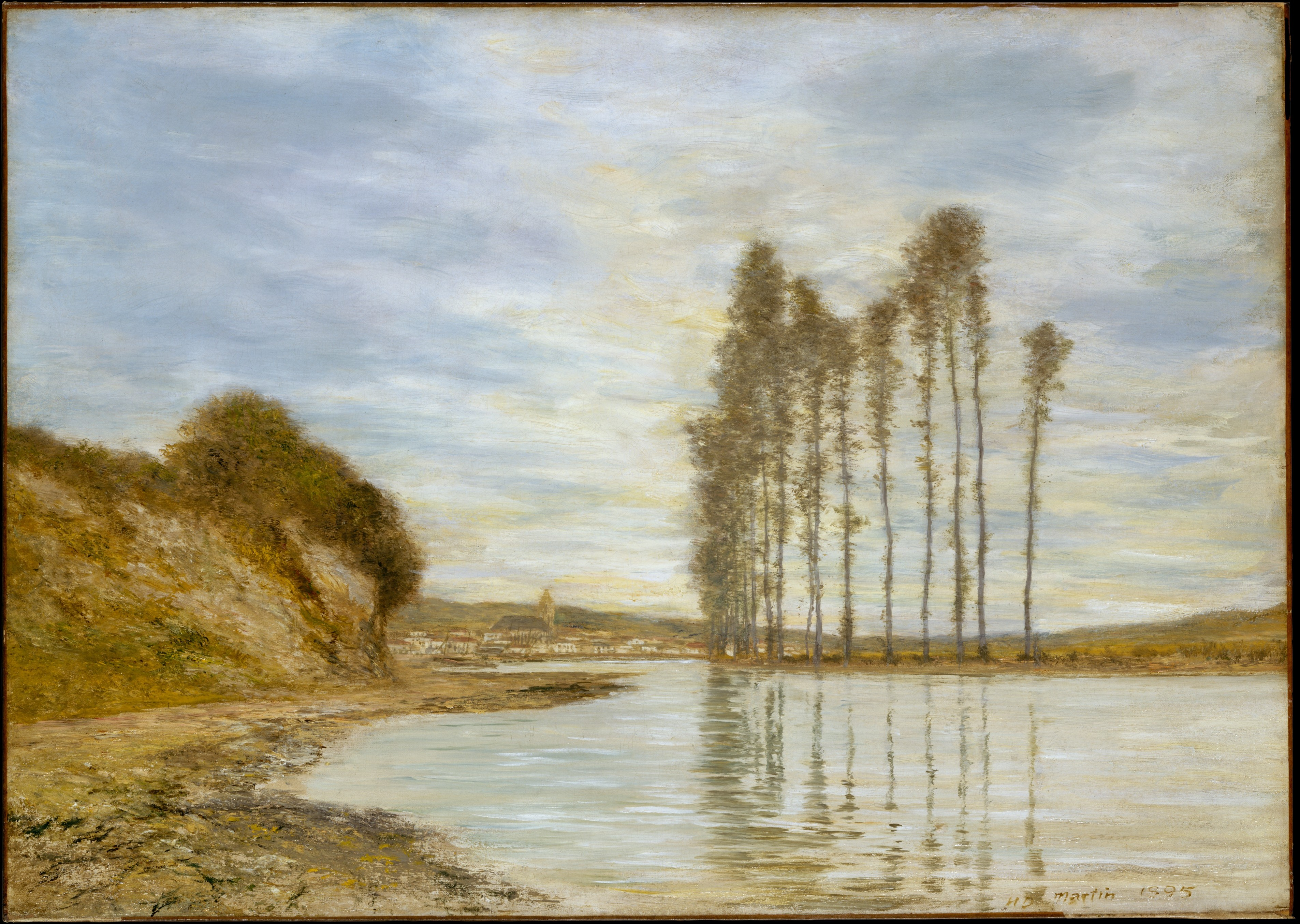
View on the Seine – Harp of the Winds, 1893–95. Metropolitan Museum of Art, New York

Später in seiner Karriere wurde Martins Stil weicher und atmosphärischer, beeinflusst von der Schule von Barbizon, vom Impressionismus und den Werken von James McNeill Whistler. Er verwendete gedämpftere Farben und verschwommene Formen mit unscharfen Konturen, um die Vergänglichkeit des Lichts und der Atmosphäre einzufangen. Eines seiner bekanntesten Werke ist View on the Seine: Harp of the Winds (1893–95), das die Ufer der Seine in Frankreich zeigt und für seine impressionistische Behandlung von Licht und Farbe gerühmt wird.